# 미나세 이노리
미나세 이노리(일본어: 水瀬 いのり, 1995년 12월 2일 ~)는 일본의 여성 성우, 배우, 가수이다. 킹레코드 소속이다. 전 소니 뮤직 아티스트 소속.
도쿄도 출신이다. 혈액형은 B형이다.

## 약력
어린 시절부터 「미소녀 전사 세일러 문」의 세일러 비너스, 「명탐정 코난」의 모리 란에 동경 어머니로부터 성우의 존재를 듣고 성우를 뜻하게 되었다.

## 출연 작품

### 애니메이션
2018년
- 반짝반짝 해피★ 열려라! 코코타마 (리본)색스

2020년
- RE:제로부터 시작하는 이세계 생활

렘

### 극장판 애니메이션
2021년
- 시도니아의 기사 : 사랑을 잣는 별 (하시네 이로하)

2022년
- 표류단지 (하바 레이나)

2023년
- 극장판 실바니안 패밀리: 프레야의 선물 (리라 페르시안)
- 극장판 여성향 게임의 파멸 플래그밖에 없는 악역 영애로 환생해버렸다... (소피아 아스카르트)
- 청춘 돼지는 책가방 소녀의 꿈을 꾸지 않는다 (마키노하라 쇼코)

### 드라마
- 그날 본 꽃의 이름을 우리는 아직 모른다 (점원)

### 영화
2016년
- 마음이 외치고 싶어해 (나루세 쥰)

### 게임
- 하얀고양이 프로젝트 (노아 메르)

## 싱글
- 夢のつぼみ (2015년 12월 2일 발매)
- harmony ribbon (2016년 4월 13일 발매)
- Starry Wish (2016년 11월 9일 발매)
- アイマイモコ (2017년 8월 9일 발매)
- Ready Steady Go! (2017년 11월 29일 발매)